# Enoplochiton niger
Enoplochiton niger är en blötdjursart som först beskrevs av Barnes 1824.  Enoplochiton niger ingår i släktet Enoplochiton och familjen Chitonidae. Inga underarter finns listade i Catalogue of Life.